# Педесет нијанси — Мрачније (филм)
Педесет нијанси — Мрачније (енгл. Fifty Shades Darker) амерички је еротски трилер из 2017. године. Режију потписује Џејмс Фоли, по сценарију Нила Леонарда. Темељи се на истоименом роману ауторке Е. Л. Џејмс. Други је део филмског серијла Педесет нијанси и наставак филма Педесет нијанси — Сива (2015). Главне улоге тумаче Дакота Џонсон као Анастазија Стил и Џејми Дорнан као Кристијан Греј.
Снимање филма Педесет нијанси — Мрачније и његовог наставка Педесет нијанси — Ослобођени (2018) почело је 9. фебруара 2016. године у Паризу и Ванкуверу. Приказан је 10. фебруара 2017. године. Филм је зарадио преко 380 милиона долара широм света, наспрам његовог буџета од 55 милиона америчких долара, али је добио негативне рецензије критичара за сценарио, глуму и нарацију, иако су неки наступи добили похвале.

## Радња
Након што Анастазија Стил напусти Кристијана Греја, он има ноћне море о свом злостављачком детињству. У међувремену, Ана почиње нови посао као помоћница Џека Хајда, уредника Seattle Independent Publishing-а (SIP) чија су претходна три помоћника дала отказ у последњих 18 месеци. Ана је неочекивано налетела на Кристијана на отварању изложбе фотографија свог пријатеља Хосеа Родригеза. Запрепаштена је што је Кристијан купио све Хосеове портрете на којима је Ана. Кристијан жели Ану назад и слаже се с њеним условима без правила, без казни и без више тајних услова. Кристијан такође каже Ани да је његова рођена мајка била сексуална радница зависна од крека.
Док Џек и Ана одлазе на пиће после посла, Ани на улици прилази млада жена која личи на њу. Кристијан стиже у бар и хладнокрвно се понаша према Џеку, а затим брзо одлази са Аном. Ана одбацује Кристијаново упозорење о Џековој репутацији. Нервира је што Кристијан размишља о куповини SIP-ја. Џек каже Ани да очекује да га она прати на изложбу књига у Њујорку, али након разговора с Кристијаном, пристаје да не дође.
Убрзо након тога, Ана поново примећује исту жену која посматра њу и Кристијана из даљине. Кристијан одбија Анин упит о идентитету жене, али касније признаје да је то Лејла Вилијамс, бивша покорница. Након што им је уговор истекао, Лејла је желела више, али је Кристијан прекинуо везу. Лејла се удала за човека који је касније умро, због чега је Лејла имала психички слом. Од тада прогања Ану и Кристијана.
Пре годишњег добротворног бала породице Греј, Кристијан води Ану у Ескалу, козметички салон у власништву Елене Линколн. Елена, породична пријатељица, такође је Кристијанова бивша доминантна особа која га је увела у БДСМ начин живота заводећи га док је био малолетан. Ана је бесна што ју је Кристијан одвео тамо и што су Елена и Кристијан пословни партнери. На балу, Кристијанова сестра Мија помиње да је њен брат избачен из четири различите школе због свађе. Кристијан каже Ани да је његова мајка извршила самоубиство. Био је сам са њеним телом три дана пре него што је одведен у болницу у којој је радила Грејс Тревељан Греј; старала се за њега и касније га је усвојила. Током бала Ана одбија Еленин захтев да напусти Кристијана и упозорава Елену да се клони. Кад су стигли кући, она и Кристијан откривају да је Лејла вандализовала  Анин ауто.
Кад Ана каже Џеку да неће присуствовати изложби с њим, он је покушава завести док су сами на послу, али она га избегне и побегне. Кристијан врши свој утицај да отпусти Џека, а Ана је на Џековом месту унапређена у вршиоца дужности уредника. Кристијан тражи од Ане да се пресели код њега и она се слаже.
У Анином стану Лејла јој прети пиштољем. Кристијан и његов возач/телохранитељ, Џејсон Тејлор, улазе и Кристијан контролише Лејлу постајући њена доминантна особа. Ана, видећи Кристијанову потребу да буде доминантан, одлази и враћа се сатима касније. Кристијан је бесан, али Ани треба времена да размотри њихову везу. Кристијан покорно пада на колена и признаје да није доминантан, већ садиста који ужива у повређивању жена које су личиле на његову рођену мајку. Он инсистира да жели да се промени. Кристијан касније проси Ану, али њој треба времена пре него што прихвати.
Кристијан одлази на пословно путовање, управљајући својим хеликоптером. Над планином Сент Хеленс долази до квара на мотору, због чега је морао да напусти летелицу у шумовитом подручју. Уследи масовна потрага и спасавање. Док Ана са страхом ишчекује вести, Кристијан безбедно стиже кући. Ана, схвативши да га воли, прихвата његов брачни предлог.
На Кристијановој рођенданској забави, Елена оптужује Ану да је спонзоруша. Ана јој наређује да престане да се меша. Кристијан чује и презриво каже Елени да га је она научила „како да јебе”, док га је Ана научила „како да воли”. Грејс чује разговор и захтева да Елена заувек оде; Кристијан такође прекида све везе са Еленом. Касније те вечери, Кристијан запроси Ану, овај пут са прстеном, и она прихвата. Док ватромет сјаји на небу, Џек Хајд посматра свечаности издалека, тихо се заклињући да ће се осветити Кристијану и Ани.

## Улоге
| Глумац           | Улога                  |
| ---------------- | ---------------------- |
| Дакота Џонсон    | Анастазија „Ана” Стил  |
| Џејми Дорнан     | Кристијан Греј         |
| Ерик Џонсон      | Џек Хајд               |
| Елоиз Мамфорд    | Кетрин „Кејт” Кавана   |
| Бела Хиткот      | Лејла Вилијамс         |
| Рита Ора         | Мија Греј              |
| Џенифер Или      | Карла Вилкс            |
| Лук Грајмс       | Елиот Греј             |
| Виктор Расук     | Хосе Родригез          |
| Макс Мартини     | Џејсон Тејлор          |
| Брус Алтман      | Џери Роуч              |
| Ким Бејсингер    | Елена Линколн          |
| Марша Геј Харден | др Грејс Тревељан-Греј |

## Наставак
Финални део трилогије је снимљен заједно са филмом Педесет нијанси — Мрачније и објављен је 9. фебруара 2018. године.